# Flume
Flume, pseudoniem van Harley Edward Streten (Sydney, 5 november 1991), is een Australische muzikant en dj-producer op het gebied van de elektronische muziek.

## Biografie
Streten begon rond zijn dertiende zijn eerste muziek te maken met behulp van een muziekprogramma dat ingesloten was bij een pak cornflakes.
Hij werd in 2011 ontdekt en gecontracteerd door de Australische platenmaatschappij Future Classic toen hij meedeed aan een wedstrijd die door het bedrijf was georganiseerd. Hij eindigde als tweede in de wedstrijd met de nummers 'Sleepless', 'Over You' en 'Paper Thin'. Nathan McLean, een werknemer van Future Classic die later Stretens manager zou worden, stond Streten bij tijdens het uitbrengen van zijn eerste ep Sleepless, dat de drie nummers bevatte.

### Flume
Stretens debuutalbum Flume verscheen op 9 november 2012. Voor het album werkte hij samen met de zangers George Maple, Moon Holiday, Jezzabell Doran, Chet Faker en rapper T.Shirt. Het album bereikte de hoogste positie in de Australische iTunes-hitlist en kwam op nummer 2 binnen in de ARIA Charts. In december tekende hij een contract bij het New Yorkse onafhankelijke platenlabel Mom + Pop Music.
Op Australia Day 2013 stonden vier van Stretens nummers genoteerd in de Triple J Hottest 100 voor 2012: 'Holdin On' op nummer 4, 'Sleepless' op 12, zijn remix van 'Hyperparadise' (van de Australische hiphopgroep Hermitude) op 18 en 'On Top' op 67. Dankzij deze noteringen steeg zijn debuutalbum Flume naar nummer 1 in de ARIA Charts, het eerste elektronische album dat die positie wist te bereikten sinds het album 2 van Sneaky Sound System in 2008.
In april en mei 2013 maakte Streten zijn eerste tournee door Australië en in november van dat jaar kwam zijn ep Lockjaw uit. Later maakte hij ook een Europese tournee. Hij stond in 2014 op Pukkelpop en Lowlands.

### Skin
In februari 2016 bracht Flume de eerste single van zijn nieuwe  album "Skin" genaamd "Never Be like You" met Kai uit. In april volgde "Say It". Dit keer in samenwerking met de Zweedse singer- songwriter, Tove Lo.
27 mei 2016 kwam zijn tweede studioalbum, "Skin" uit. In dit album werkte hij samen met Vic Mensa, Allan Kingdom, Raekwon, Little Dragon, AlunaGeorge, MNDR en Beck.
Met dit album viel Harley Streten in de prijzen. Hij verzilverde 8 ARIA Music Awards, waaronder "Album of the Year" en "Best Male Artist". Het album won ook de Grammy Award voor "Best Dance/Electronic Album".
Op 25 november 2016 bracht Flume een B-side EP uit voor "Skin", genaamd "Skin Companion EP I". Op 17 februari volgde "Skin Companion EP II". Hierbij werkte hij samen met o.a. Pusha T en Dave Bayley van Glass Animals.

### Hi This Is Flume en Palaces
Op 20 maart 2019 ging de mixtape "Hi This Is Flume" in première op YouTube. Deze bestaat uit 17 nummers, met features als JPEGMafia, Sophie, Slowthai, EPROM en Kučka. De mixtape duurt 37 minuten en de visuals werden gemaakt door Australisch ontwerper Jonathan Zawada.
De mixtape werd positief onthaald en leverde hem zijn tweede Grammy Award nominatie op voor "Best Dance/Electronic Album". Dit keer ging de prijs echter naar het album "No Geography" van The Chemical Brothers.
Op 11 maart bracht Flume "The Difference" uit met Toro y Moi. Deze single leverde hem een nieuwe Grammy Award nominatie op voor "Best Dance Recording".
Flume's derde album "Palaces" kwam uit op 20 mei 2022. Hierop werkte hij samen met o.a. Damon Albarn, Caroline Polachek, Oklou, Virgen Maria en Quiet Bison. Het album werd mee geproduceerd door Clams Casino en Danny L Harle, en het album ontving gemixte reviews.

## Discografie

### Studioalbums
- 2012 - Flume
- 2016 - Skin
- 2022 - Palaces

### Mixtapes
- 2019 - Hi This Is Flume
- 2023 - Things Don't Always Go the Way You Plan
- 2023 - Arrived Anxious, Left Bored

### Ep's
- 2011 - Sleepless
- 2013 - Lockjaw (met Chet Faker)
- 2016 - Skin Companion EP I
- 2017 - Skin Companion EP II
- 2019 - Quits EP (met Reo Cragun)
- 2022 - Escape / Palaces
- 2025 - We Live In A Society (met JPEGMAFIA)

### Singles
- 2011 - Sleepless (met Anthony for Cleopatra)
- 2012 - Holdin On
- 2012 - On Top
- 2012 - Sleepless (met Jezzabell Doran)
- 2013 - Insane (met Moon Holiday)
- 2013 - Drop the Game (met Chet Faker)
- 2015 - Some Minds (met Andrew Wyatt)
- 2016 - Never Be like You (met Kai)
- 2016 - Smoke & Retribution (met Vince Staples & KUČKA)
- 2016 - Say It (met Tove Lo)
- 2017 - Hyperreal (met KUČKA)
- 2019 - Friends (met Reo Cragun)
- 2019 - Let You Know (met London Grammar)
- 2019 - Rushing Back (met Vera Blue)
- 2020 - The Difference (met Toro y Moi)
- 2020 - Blue (Flume Remix)
- 2022 - Palaces (met Damon Albarn)
- 2022 - Say Nothing
- 2023 - Silent Assassin (met Tkay Maidza)